# Palais royal de Mari
 (mars 2018).
Si vous disposez d'ouvrages ou d'articles de référence ou si vous connaissez des sites web de qualité traitant du thème abordé ici, merci de compléter l'article en donnant les références utiles à sa vérifiabilité et en les liant à la section « Notes et références ».
Le palais royal de Mari, également appelé, abusivement, palais de Zimrî-Lîm, est un palais de Mari, construit pendant la période des shakkanakku (XXIIe – XIXe siècles av. J.-C.).
Le palais mesure 200 mètres de longueur pour 120 de large. Il couvre un espace de 2,5 hectares, découpé en près de 300 pièces. Il disposait d'au moins un étage.
Le découpage de l'espace intérieur est très bien connu, notamment grâce aux archives livrées par ce palais : plus de 15 000 documents, dont des milliers de tablettes sur la vie quotidienne du palais, avec notamment la liste des repas servis, avec des indications sur les ingrédients utilisés, témoignant du savoir-faire des cuisiniers de l'époque, et des tablettes sur les relations du roi avec son administration et les royaumes voisins. Son couloir n°108 contenait également une grande collection de modèles de foies divinatoires en argile.

## Description

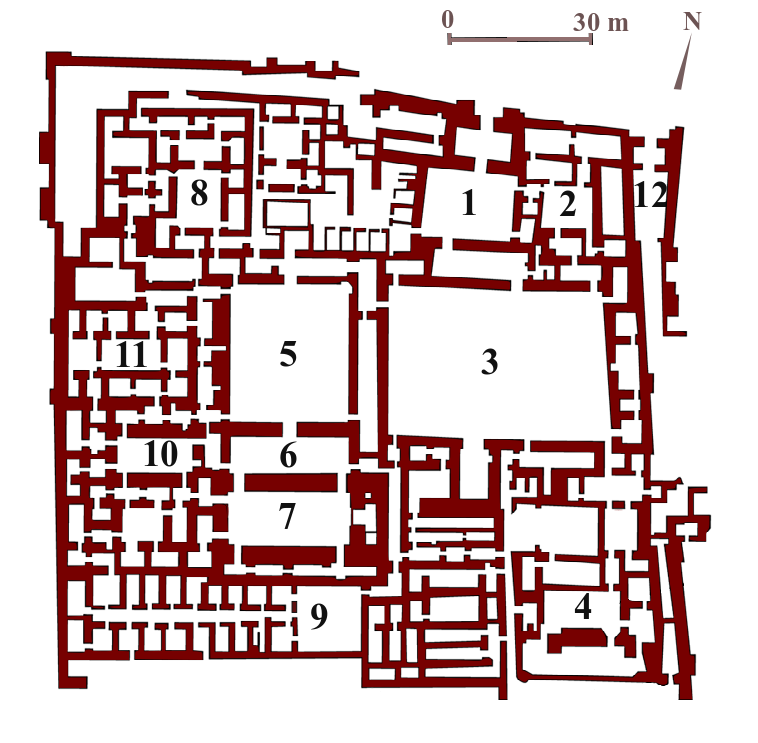
Plan du palais royal sous le règne de Zimri-Lim. 1. cour d'entrée 2. intendance (bīt tertim) 3. cour du bâtiment aux peintures 4. temple de la Dame du palais (Bēlet ekallim) 5. cour du palmier 6. vestibule (papahum) 7. salle du trône 8. harem, maison des femmes 9. logements des serviteurs 10. cuisines 11. secteur administratif 12. porte de Nergal.

On accède au palais par une porte située au nord de l'édifice. On pénètre alors dans la cour principale. En direction du sud se trouve la zone sacrée (à l'emplacement de l'enceinte sacrée), organisée autour de plusieurs petites chapelles. Au fond du bâtiment se trouvent les grands magasins, mal conservés. La partie ouest du palais est réservée au secteur officiel, la « Maison du Roi ». On y trouvait des cuisines, des réserves, le secteur administratif, et le secteur officiel, avec la salle du trône. C'est le centre de décision du royaume de Mari. Elle est organisée autour de trois petites cours, dont la « cour du palmier », nommée ainsi parce qu'un palmier y était planté, et la salle du trône, ces deux cours étant séparées par une cour intermédiaire. Elles sont couvertes de peintures murales (dont la « peinture de l'investiture »). Les appartements royaux se trouvaient à l'étage. Au nord-ouest, une zone de résidence, dite « Seconde Maison », probablement le gynécée  (où résidaient les épouses et concubines du roi avec leurs enfants en bas âge, leur personnel).
Cette construction est d'une grande qualité, pas seulement par son plan et sa remarquable organisation de l'espace. Elle est aussi une grande prouesse technique. Les murs de briques crues étaient enduits de plâtre et d'argile, des salles étaient dallées, et un système d'aération et d'éclairage de l'espace intérieur ingénieux avait été mis au point, ainsi qu'un système d'écoulement des eaux usées. On a même retrouvé deux salles de bain, contenant une baignoire, des toilettes, et parfaitement imperméabilisées. Et quelques œuvres d'art également, comme la statue de la « déesse au vase jaillissant » ou la statue de Iddi-Ilum, et les peintures murales polychromes, dont la plus remarquable est la « peinture de l'Investiture ».

## Situation actuelle
L'édifice a grandement souffert des conséquences de la guerre civile syrienne et surtout de l'occupation du site par des groupes armés comme ceux de l'organisation « État islamique » qui ont détruit le palais.